# La Condesa (cortesana)
La condesa (nacida Arthur Berloget), también conocida como Pauline y Arthur W, fue una cortesana, semimondaine, cantante, artista y escritora transgénero francesa que se destacó en la sociedad parisina durante las décadas de 1850 y 1860. Fue amante de un noble y más tarde se convirtió en cantante en cafés y cabarets parisinos. Berloget era miembro activo de una comunidad LGBT en París, cuyos miembros eran llamados filles, mignons y hermanas tribade.
Fue reclutada para servir en el ejército francés y se vio obligada a abandonar temporalmente la transición. Fue arrestada en 1861 por robo y abandono de su cargo, y condenada a diez años de prisión.
En 1874, escribió una autobiografía, Las confesiones secretas de una parisina: la condesa, 1850-1871, que se publicó en 1895. Su autobiografía describe detalles íntimos de su vida como mujer durante el Segundo Imperio Francés y el comienzo de la Belle Époque. Hizo ilustraciones de ella y de otros miembros de su comunidad queer para su autobiografía.

## Biografía
La condesa nació bajo el nombre de Arthur Berloget en París de padres de clase trabajadora. Su padre era cochero y su madre modista. Cuando era adolescente, mantuvo relaciones sexuales con hombres mayores. Comenzó a presentarse como una mujer en su adolescencia y se hizo llamar Pauline, y luego se convirtió en la amante de un hombre que era miembro de la nobleza francesa e hijo de un marqués. Su amante la abandonó al cabo de unos años. Mientras vivía como cortesana en París, se ganaba la vida como cantante de cabaret y café-concierto.

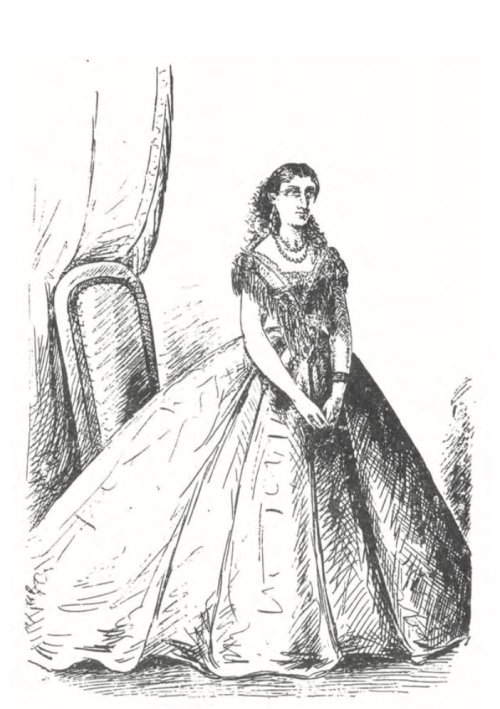
Dibujo de Berloget de La Charles

Berloget fue reclutada para servir en el ejército francés y tuvo que pasar ese tiempo presentándose como un hombre. Ella escribió sobre la tristeza que le causó su detransición temporal. Posteriormente abandonó su cargo. En 1861, Berloget fue arrestada por deserción y robo y sentenciada a diez años de prisión. Mientras estaba en prisión, conoció a un compañero de prisión llamado Gustave Engel, a quien describe en su autobiografía como el amor de su vida. Al salir de prisión, volvió a su vida en París, viviendo como mujer.

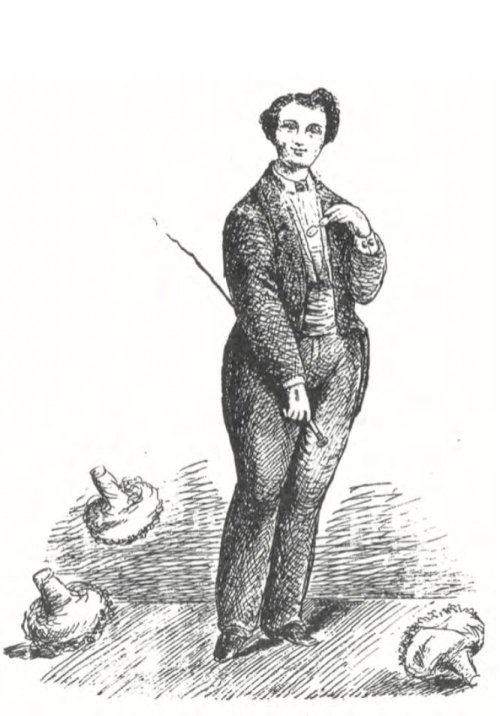
Dibujo de Berloget de una hermana Tribade

Berloget formaba parte de una comunidad LGBT en París formada por niñas y mignons, mujeres transgénero y hermanas tribade, lesbianas y hombres transgénero. Esta comunidad le dio el nombre de "La Condesa" durante una ceremonia, sobre la cual escribió en su autobiografía de 1874 Las confesiones secretas de un parisino: La condesa, 1850-1871, que se publicó en 1895. La autobiografía detalla su vida en París viviendo como mujer durante todo el Segundo Imperio Francés y el comienzo de La Belle Époque. Ella escribió sobre su transición de género: "Yo, que tanto deseaba ser una niña, he triunfado sobre la ley natural". Ella documentó su proceso de salida del armario ante su madre, quien la recibió como a una hija, y escribió sobre el apoyo mutuo que las filles y las hermanas tribade se brindaron entre sí. Berloget describió a su comunidad como una familia y escribió sobre las lujosas fiestas y veladas que organizaban. Artista diletante, ilustró su autobiografía con dibujos de ella y de sus contemporáneos, incluida una compañera conocida como La Charles y una tribade conocida como B.